# Долиште (Варненська область)
До́лиште (болг. Долище) — село у Варненській області Болгарії. Входить до складу общини Аксаково.

## Населення
За даними перепису населення 2011 року у селі проживали 372 особи.
Національний склад населення села:
| Національність   | Кількість осіб | Відсоток |
| ---------------- | -------------- | -------- |
| болгари          | 349            | 95,4%    |
| турки            | 6              | 1,6%     |
| інша             | 10             | 2,7%     |
| Всього відповіли | 366            |          |

Розподіл населення за віком у 2011 році:
Динаміка населення: